# S-1 Swift
S-1 Swift – polski szybowiec akrobacyjny, z możliwością zmian końcówek skrzydeł do konfiguracji ogólnoużytkowej; następca akrobacyjnego szybowca SZD-21 Kobuz; zaprojektowany i produkowany przez Margański & Mysłowski Zakłady Lotnicze, Bielsko-Biała; na zlecenie i dla spółki Swift Ltd.(polsko-szwajcarsko-brytyjska sp. z o.o.).

## Konstrukcja
Konstrukcja laminatowa (szklano-epoksydowa). Podwozie główne chowane. Tablica przyrządów zaprojektowana do zadań akrobacyjnych (dodatkowo akcelerometr, panel do przypinania szkicu wykonywanego programu akrobacyjnego).
Przyczyną budowy nowego typu szybowca akrobacyjnego – Swifta – było fizyczne starzenie się drewnianych egzemplarzy Kobuza, prowadzące do groźnych lub tragicznych wypadków i zakończone uziemieniem tej konstrukcji w 1989 roku. Szybowiec Kobuz był rozwijany od 1958 do 1964 roku (Kobuz-3 – ostateczna wersja).
Konstruktorzy i piloci zgodnie uważali, że aerodynamika szybowca SZD-21 Kobuz, która ewoluowała przez 6 lat badań i zmian konstrukcji, była optymalna dla wykonywania akrobacji. Dlatego przy konstrukcji Swifta starano się zachować kształty Kobuza. Zmiany dotyczyły przede wszystkim technologii. Przeprowadzane eksperymenty i modyfikacje istotne dla aerodynamiki miały charakter doskonalenia poprzedniej konstrukcji.
Skrzydła wykonano (ze zmianą na nowoczesną konstrukcję i technologię) w negatywach otrzymanych na podstawie skrzydeł drewnianego szybowca SZD-21 Kobuz. Zmiana kształtu skrzydeł (w stosunku do Kobuza) sprowadziła się do ich obcięcia do mniejszej rozpiętości. Z powodu wady eksploatacyjnej (asymetria skrzydeł) użytego jako wzorca egzemplarza szybcowca Kobuz, seryjne S-1 Swift do numeru 17 miały inne własności pilotażowe przy wchodzeniu w prawą i lewą beczkę. Od numeru seryjnego 17 zachowano ten sam kształt skrzydeł, ale wykonano do nich nowe foremniki, co zlikwidowało ten problem. W produkcji stosowano możliwie najnowsze technologie (np. wykrawanie laserowe), a także doświadczenia i podzespoły z produkcji szybowców serii Jantar.
Z uwagi na to, że Swift był projektowany do o wiele bardziej obciążających profili lotu niż szybowce ogólnoużytkowe, testy szybowca były prowadzone (także w położeniu odwróconym) do szybkości 320 km/h, znacząco powyżej oficjalnej prędkości dopuszczalnej 287 km/h.
Z powodu braku dokładnej wiedzy na temat sił, którym podlega wyspecjalizowany szybowiec w czasie zawodów akrobacyjnych na najwyższym poziomie, Swift był certyfikowany dopiero na podstawie pomiarów w locie przeprowadzonych w czasie udziału jego prototypów w Mistrzostwach Świata w 1991. Dane zdobyte w procesie certyfikacji Swifta były jednocześnie bazą do ustaleń wymagań (JAR-22) dla szybowców akrobacyjnych w przepisach Europejskiej Organizacji Lotnictwa Cywilnego (Joint Aviation Authorities – JAA).

## Pilotaż
Dzięki mniejszej rozpiętości i lotkom pokrywającym ⅔ krawędzi spływu, S-1 Swift ma bardzo dużą (jak na szybowiec) szybkość obrotu wokół osi podłużnej (pełna beczka w 4s), co jest istotne w akrobacji. Pomimo starego (lata 40. XX w.) profilu, S-1 Swift ma płaską biegunową (tzn. przyrost prędkości nie jest okupiony nadmiernym wzrostem kąta szybowania), co także jest ważne w akrobacji. Położenie oczu pilota względem górnej powierzchni skrzydeł pozwala na bardzo dokładną ocenę orientacji szybowca względem horyzontu, co wydatnie ułatwia dokładne wykonywanie figur akrobatycznych.
Główną wadą szybowca jest niska doskonałość w locie odwróconym.
Ze względu na to że pilot może przekroczyć dopuszczalne przeciążenie (co może skutkować zniszczeniem szybowca) nie zdając sobie z tego sprawy, Swift posiada jako obowiązkowy przyrząd (certyfikat typu EASA, op.cit.) przyspieszeniomierz, dzięki któremu pilot zna aktualne przeciążenia, jakim poddaje maszynę. Bardzo duże – jak na szybowiec – maksymalne dopuszczalne przeciążenie Swifta w locie normalnym (10 g), połączone z półleżącą pozycją pilota, pozwala zawodnikom na wykonywanie ostro akcentowanych figur („kwadratowe pętle”) w trakcie zawodów. Niektóre inne akrobacyjne szybowce nie pozwalały pilotowi na osiągnięcie tak dużych przeciążeń z dwu powodów: pilot na skutek innej pozycji fotela tracił przytomność, a sama konstrukcja nie wytrzymywała powstających sił.

## Historia eksploatacji
Razem z (późniejszym) dwumiejscowym MDM-1 Fox i jego jednoosobowym wariantem (także konstrukcja m.in. inż. Margańskiego), S-1 Swift od samego początku dominował w zawodach w akrobacji szybowcowej. Po 14 miesiącach poświęconych na rozwój konstrukcji, na IV Mistrzostwach Świata w Szybownictwie w 1991 roku piloci z Polski, Węgier oraz Szwajcarii zajęli na S-1 Swiftach cztery pierwsze miejsca oraz miejsca 7., 9., 14., i 27., dominując tym samym nad innymi konstrukcjami. Stan ten utrzymał się w kolejnych latach: S-1 Swift zdobył w niedawnych konkurencjach Mistrzostw Świata (Unlimited) następujące medalowe miejsca:
- 2009 r.: 1., 2., 3.[8]
- 2011 r.: 2., 3. (pierwsze zdobył MDM-1 Fox)[9]
- 2012 r.: 1., 2., 3.[10]

Na zawodach 2012 na 27 finalistów Mistrzostw Świata (Unlimited), 22 zawodników startowało na szybowcach S-1 Swift (pozostałych pięciu na MDM-1 Fox/MDM-1 Solo Fox i SZD-59 Acro).